# Martin Mathys
Martinus (Martin) Mathys (Zelem, 18 mei 1821 - aldaar, 20 april 1902) was een Belgische ondernemer. Hij was de oprichter van het bedrijf Martin Mathys NV en burgemeester van Zelem.

## Levensloop
Martin Mathys begon in 1845 in Ninove een vernisbedrijf. In 1850 keerde hij terug naar Zelem en bouwde op de plaats waar zijn vader een herberg had, een vernis- en verffabriek uit, Martin Mathys NV.
In 1879 werd Mathys burgemeester van Zelem. Hij bleef dit tot hij in 1885 de verkiezingen verloor van Leopold Cruls.